# Coral Bay (Western Australia)
Coral Bay (deutsch: Korallenbucht) ist ein kleiner Ort an der Küste von Western Australia, 1132 Kilometer nördlich von Perth und 139 Kilometer südlich von Exmouth, am Indischen Ozean. Die Ortschaft wird im Wesentlichen durch den Tourismus zum Ningaloo Reef bestimmt.

## Geschichte
Die ersten Europäer, die in die Bucht kamen, waren die Seeleute auf dem Schoner Maud, die 1884 landeten. Um 1896 wurden ein hölzerner Schiffsanleger und ein Warendepot aufgebaut. 1915 erhielt der Ort den Namen Mauds Landing. Das erste Haus wurde 1933 erbaut. Die Ortschaft spielte eine bedeutende Rolle in der Entwicklung der Nordwest-Region Australiens als Depot für ein- und ausgehende Waren, wie Wolle und Schafe bis 1947. Anschließend wurde der Schiffsanleger abgebaut.
Coral Bay wurde die Siedlung erst 1968 nach einem Hotel in diesem Gebiet genannt.
Die Elektrizität für Coral Bay wird durch ein Wind-Dieselkraft-Hybridsystem erzeugt.

## Touristische Informationen

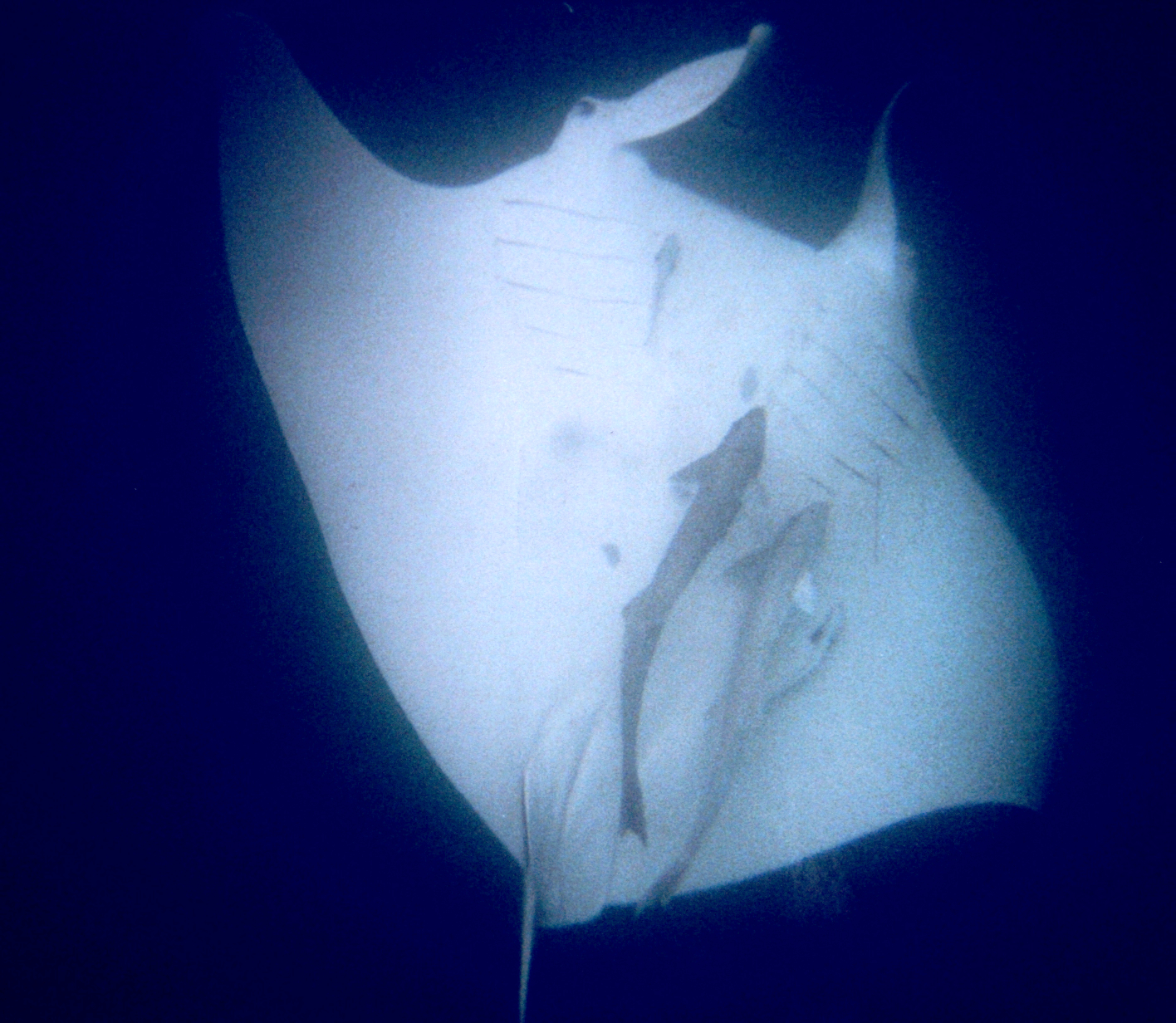
Unterseite eines Riesenrochens mit Schiffshaltern im Ningaloo Reef

Das Wetter ist mild. Der Ort existiert hauptsächlich wegen des Tourismus und Fischfangs und besteht aus 20 Häusern, einem Resort Hotel, zwei Restaurants und zwei Caravanparks. Es gibt auch ein Backpacker-Hostel.
Neben dem Ort befindet sich das Ningaloo Reef, das wegen seiner Möglichkeit zum Tauchen und Schnorcheln zwischen Korallen und Fischen von Touristen aufgesucht wird. Die Meerestiere können aber auch mit Booten, die einen Glasboden haben, betrachtet werden. Weitere Wassersportmöglichkeiten wie Kanuverleih werden in Coral Bay angeboten.
In der Bucht halten sich von März bis Juni Riesenmantas und von Mai bis Juli Walhaie auf. Buckelwale sind vom Juni bis Oktober anzutreffen und Meeresschildkröten schlüpfen vom Februar bis Anfang März aus dem Sand der Bucht.